# Maladi
Maladi (kinesiska: 玛拉迪, 玛拉迪苏木) är en socken i Kina. Den ligger i den autonoma regionen Inre Mongoliet, i den norra delen av landet, omkring 410 kilometer sydväst om regionhuvudstaden Hohhot.
Genomsnittlig årsnederbörd är 444 millimeter. Den regnigaste månaden är juli, med i genomsnitt 122 mm nederbörd, och den torraste är december, med 1 mm nederbörd.